# (72432) Kimrobinson
(72432) Kimrobinson ist ein Asteroid des mittleren Hauptgürtels, der vom US-amerikanischen Amateurastronomen Donald P. Pray am 14. Februar 2001 am Carbuncle Hill Observatory (IAU-Code 912) in Greene Village, Coventry (Rhode Island) entdeckt wurde.
Der Asteroid wurde am 22. Februar 2016 nach dem US-amerikanischen Science-Fiction-Autor Kim Stanley Robinson benannt.